# ديميتري إجناتنكو (لاعب كرة قدم)
ديميتري إجناتنكو (بالبيلاروسية: Дзмітрый Ігнаценка) هو لاعب كرة قدم بيلاروسي في مركز الدفاع، ولد في 1 فبراير 1995 في غوميل في بيلاروس. شارك مع منتخب روسيا البيضاء تحت 19 سنة لكرة القدم ومنتخب بيلاروسيا تحت 21 سنة لكرة القدم. أما مع النوادي، فقد لعب مع نادي بلشينا بوبرويسك ونادي سلافيا-موزير ونادي غوميل.

## وصلات خارجية
- ديميتري إجناتنكو (لاعب كرة قدم) على موقع قاعدة بيانات كرة القدم.إي يو (الإنجليزية)
- ديميتري إجناتنكو (لاعب كرة قدم) على موقع Soccerway.com (الإنجليزية)